# August Hauer
August Hauer (* 29. März 1886 in Bollendorf; † 1947 in Frankfurt (Oder)) war ein deutscher Arzt und Schriftsteller.

## Leben
August Hauer, ein Sohn des Kaufmanns Karl Hauer, besuchte in Bollendorf die Volksschule und anschließend das Gymnasium in Trier. Er studierte in Berlin Medizin und wurde dann in der deutschen Kolonie Ostafrika Militärarzt. 1917 kam er als Sanitätsoffizier in britische Kriegsgefangenschaft. Nachdem er 1921 nach Berlin zurückgekehrt war, ließ er sich als Spezialarzt für Tropenkrankheiten nieder und erhielt den Professorentitel. 1930 heiratete er. Im Zweiten Weltkrieg diente er als Stabsarzt und wurde schließlich Chefarzt der Berliner Lazarette des Afrikakorps. Hauer und seine Patienten kamen in sowjetische Gefangenschaft, als Berlin gegen Ende des Krieges besetzt wurde. Er wurde in ein Lager östlich von Moskau gebracht, aus dem er im August 1946 fliehen konnte. Doch wurde er dann in Frankfurt an der Oder festgehalten und erhielt dort angeblich Einspritzungen. Die Nachricht, dass er dort im März oder April 1947 gestorben sei, gilt als unbestätigt.
Hauer publizierte einige Bücher. Kumbuke – Erlebnisse eines Arztes in Deutsch-Ostafrika handelt vom Dasein eines Afrikakämpfers zur Zeit des Ersten Weltkrieges, Ali Mocambique ist eine Sammlung afrikanischer Fabeln, Meine Sippe ein Erinnerungsbuch, in dem Hauer seine Kindheit in der Eifel schildert. Neben diesen belletristischen Werken veröffentlichte er auch populärwissenschaftliche Schriften wie den Kleinen ärztlichen Nothelfer für Auswanderer usw. und Das unreine Blut sowie Als Frontarzt im Zuge Lettows. Ferner stammt Der ostafrikanische Feldzug in tropenhygienischer Beleuchtung aus seiner Feder, ebenso das Buch Ärztlicher Berater für Übersee und Tropen.